# Vyvolávání filmu

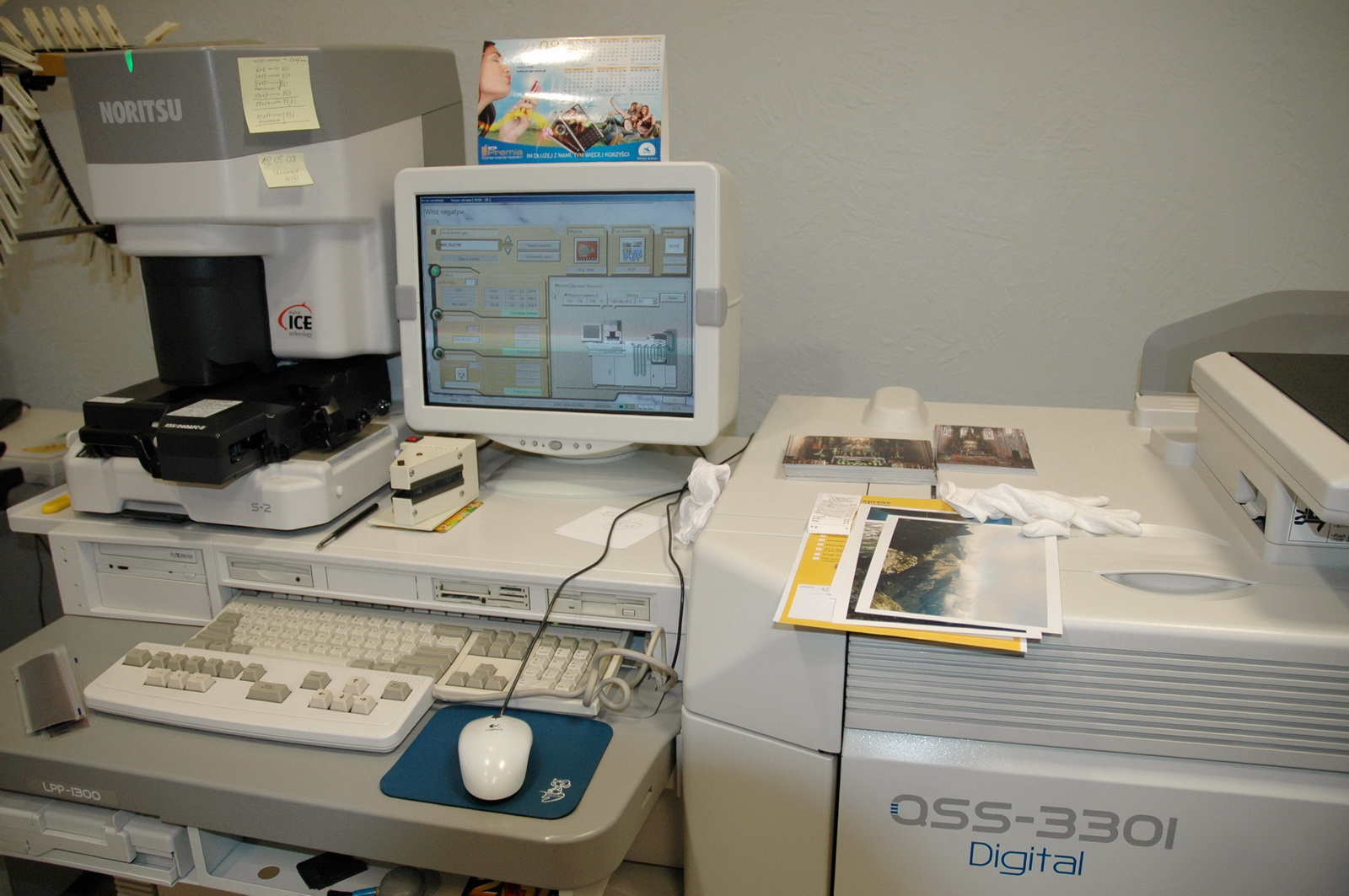
Minilab Noritsu

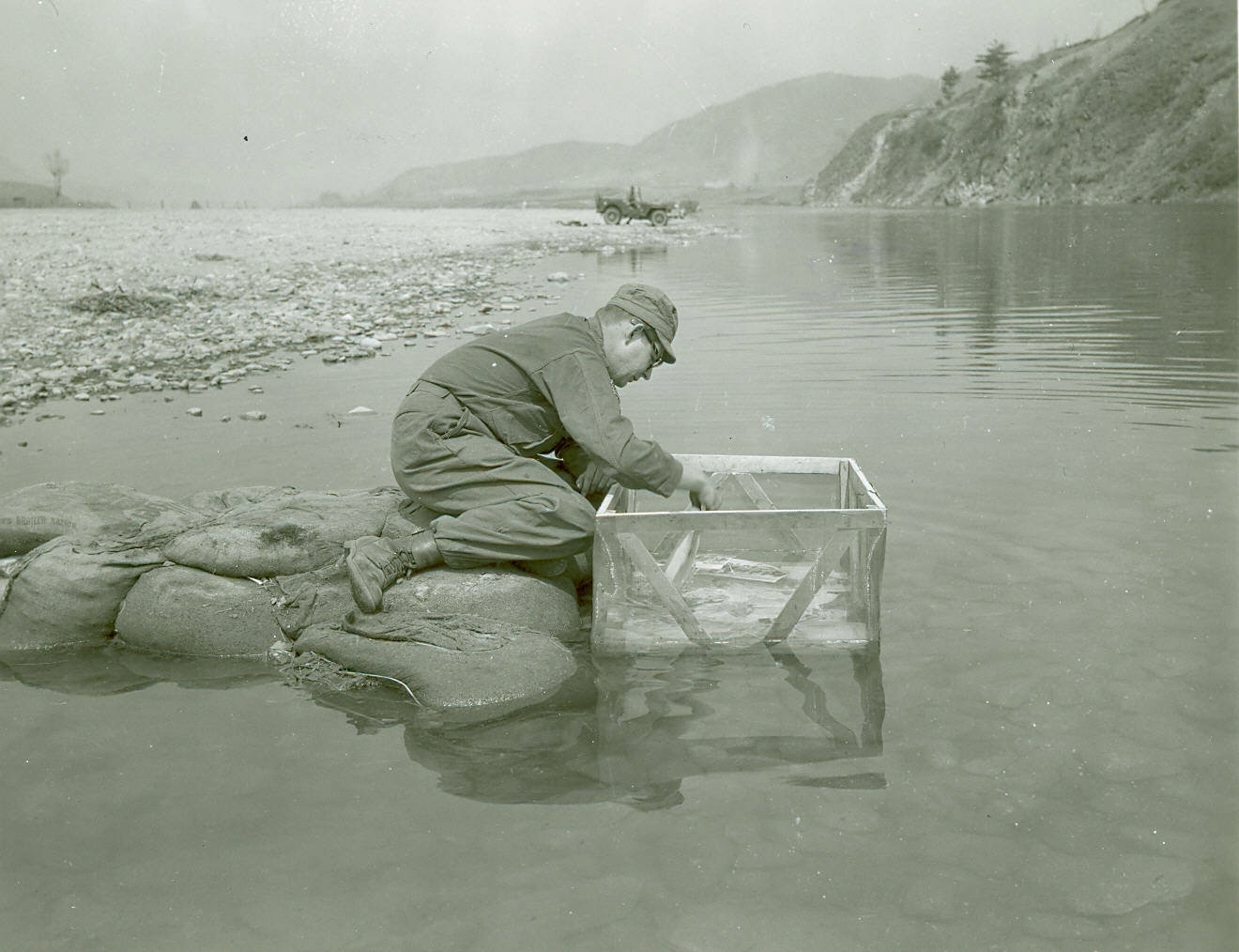
Praní vyvolaného filmu v řece

Fotografický proces vyvolávání filmu je v základě založen na reakci velmi jemně rozptýlené sloučeniny stříbra (chloridu nebo bromidu) v želatině na světlo. Tato želatinová vrstva je nanesena buď na fotografický film nebo na fotografický papír jako základ budoucí fotografie. Veškerá manipulace s citlivým materiálem se přitom musí odehrávat za tmy, bez přítomnosti viditelného světla (elektromagnetického záření o vlnové délce menší než cca 900 nm).
Mikroskopické částečky obsahující stříbro jsou fotocitlivé a při jejich osvícení (expozici) viditelným světlem dojde k redukci stříbrných iontů na atomy elementárního kovového stříbra a vzniku tzv. latentního obrazu. Viditelný obraz je posléze dosažen procesem vyvolávání filmu.
- Při vyvolávání je film nejprve ponořen do roztoku vývojky, který obsahuje některé středně silné redukční činidlo, např. hydrochinon. Působením této sloučeniny se latentní atomy exponovaného stříbra skutečně vyredukují za vzniku mikroskopických tmavých skvrn elementárního stříbra, zatímco světlem nezasažené stříbrné atomy zůstávají beze změny.

- Po vyvolání přijde na řadu přerušovací lázeň.

- Další fází je ustálení fotografického obrazu, které spočívá v odstranění zbylých halogenidů stříbra z fotografického filmu nebo papíru. Toho je dosaženo působením roztoku ustalovače (např. thiosíranu sodného Na2S2O3) na vlhký fotografický materiál. Thiosíranový anion vytváří se stříbrnými ionty velmi silný rozpustný komplex [Ag(S2O3)2]3– a ionty Ag+ se tak vymyjí z fotografického média do roztoku ustalovače.

- Po vymytí neexponovaného stříbra z filmu nebo fotopapíru vznikne již stabilní pozitiv nebo negativ, který může být bez problémů vystaven účinkům viditelného světla. Po důkladném promytí fotomateriálu vodou se produkt usuší, popřípadě vyleští nebo jinak povrchově upraví.

V současné době je uvedený proces stále častěji nahrazován použitím digitálních fotoaparátů, kde je záznam obrazu založen na ukládání dat v digitální podobě na vhodné záznamové médium.

## Historie
- 1904 – 6. května patentoval Nikolaj Vladimírov nádobku na vyvolávání desek plnitelnou z kazet na denním světle.[1]